# Карломанова резня
Карломанова резня или Резня в Канштате (нем. Blutgericht zu Cannstatt) — массовая казнь большинства участников собрания алеманнских вождей, прошедшая в 746 году в Канштате (современный Штутгарт) по приказу майордома Австразии Карломана, старшего сына Карла Мартелла.

## Предыстория
Единокровный брат Карломана и Пипина Короткого Грифон, недовольный разделом королевства и подстрекаемый советами своей матери Свангильды, занял город Лаудун (ныне Лан). Братья собрали войско и, осадив Лаудун, принудили Грифона к сдаче в конце 741 года. Карломан взял его с собой и приказал держать в «Новом замке» вблизи Арденн, где тот и находился под стражей до самого того времени, когда Карломан отправился в Рим, чтобы стать монахом. Однако судьба Грифона вызвала недовольство среди аристократии. Хозяева некоторых окраинных герцогств, понимая всю слабость законодательных основ власти этих двух майордомов без короля, не могли смириться с таким положением дел. Баварский герцог Одилон из рода Агилольфингов, женившийся против воли Карломана и Пипина на их сестре Хильтруде, вступил в союз с герцогами Теодобальдом Алеманнским и Гунальдом I Аквитанским.
В 742 году Карломан и Пипин вторглись в Алеманнию и опустошили её. В следующем году силы майордомов одержали победу при реке Лех над войском Одилона, а в 745 напали на Саксонию и взяли в плен Теодориха.

## Резня
Согласно «Мецским анналам» и хронике «Продолжателей Фредегара», Карломан арестовал несколько тысяч собравшихся вождей аллеманов, обвинив их в участии в восстании Теудобальда и Одилона и казнив за тяжкую измену. Тем самым было уничтожено большинство племенных вождей, что привело к утрате независимости герцогством Алеманния. После этого правителями Алеманнии были только франки.